# Język budong-budong
Język budong-budong, także: bubudong, tangkou (a. tongkou) – język austronezyjski używany w prowincji Celebes Zachodni w Indonezji (wieś Tangkou, kecamatan Budong-Budong, kabupaten Mamuju). Według danych z 1989 roku posługuje się nim 70 osób. Według innych informacji z 2001 r. ma 2 tys. użytkowników.
W 1987 r. został sklasyfikowany jako dialekt języka mamuju. Wraz z językami panasuan, seko padang i seko tengah tworzy grupę seko w ramach języków południowocelebeskich. Poważnie zagrożony wymarciem. W użyciu jest także język topoiyo.
Nie wykształcił piśmiennictwa.